# 完顏鶻懶
完顏鶻懶（？—1139年），为金朝皇族，金太宗完顏晟的儿子。封为翼王。
天眷二年（1139年），完顏鶻懶被金熙宗任命为行台尚书左丞相。他行为不法，并且和左副元帅、鲁国王完颜昌勾结。完颜昌谋反事发，完顏鶻懶离开燕京，逃到祁州，被金熙宗处死。

## 传記資料
- 《金史》